# Halohidrină

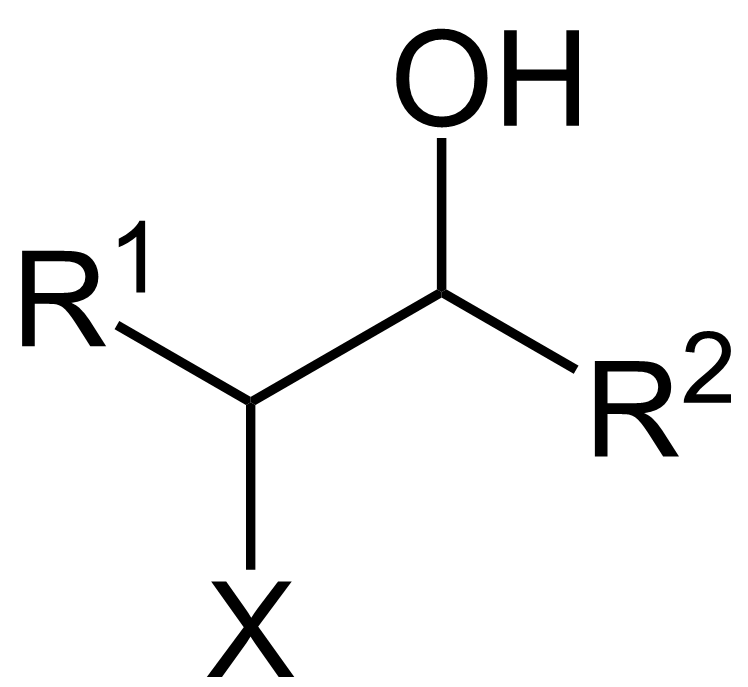
Structura generală a unei halohidrine, unde X = I, Br, F sau Cl

În chimia organică, o halohidrină (denumită și haloalcool sau β-haloalcool) este  grupă funcțională în care un atom de halogen și o grupă hidroxil sunt legate de doi atomi de carbon adiacenți. Termenul face referire la compuși saturați, astfel că 2-clorofenolul nu ar fi considerat a fi o halohidrină.

## Obținere

### Din alchene
Halohidrinele sunt de obicei preparate în urma reacției dintre o alchenă și un halogen, în prezența apei. Reacția este o formă de adiție electrofilă, similară cu reacția de adiție a halogenilor, și are loc prin intermediul unui mecanism de reacție de anti-adiție (grupele X și OH nou formate se vor afla în configurație trans). De exemplu, ecuația reacției de conversie a etilenei la clorohidrina etilenei este:
{\displaystyle {\ce {H2C=CH2 + Cl2 + H2O -> H2(OH)C-CH2Cl + HCl}}}
Pe de altă parte, când se dorește realizarea unei reacții de bromurare, se utilizează N-bromosuccinimida (NBS) în locul bromului, deoarece astfel se formează mai puțini produși secundari: 

### Din epoxizi
Halohidrinele mai pot fi obținute în urma reacției dintre un epoxid și un hidracid al unui halogen sau o halogenură metalică.
Reacția este implementată la nivel industrial pentru obținerea unor clorohidrine care sunt precursori pentru epoxizi importanți, precum sunt epiclorohidrina și oxidul de propilenă. În trecut, 2-cloroetanolul era produs pe scară largă ca precursor pentru oxidul de etilenă, dar în prezent este preparat prin oxidarea directă a etilenei.
Pentru obținerea oxidului de propilenă, procesele care au loc sunt următoarele:

## Proprietăți chimice
Halohidrinele suferă reacții de substituție de tip  SN2 în prezența bazelor (hidroxid de calciu, hidroxid de potasiu), formând epoxizi. Acest proces de epoxidare poate fi considerat a fi o variantă a sintezei Williamson pentru eteri. De exemplu, plecând de la clorohidrina propilenei se obține oxidul de propilenă, reacția fiind cel mai frecvent utilizată pentru obținerea acestui compus: